# ISO 3166-2:LU
ISO 3166-2:LU – kody ISO 3166-2 dla podjednostek administracyjnych Luksemburga.
Kody ISO 3166-2 to część standardu ISO 3166 publikowanego przez Międzynarodową Organizację Normalizacyjną. Kody te są przypisywane głównym jednostkom podziału administracyjnego, takim jak np. województwa czy stany, każdego kraju posiadającego kod w standardzie ISO 3166-1. 
Aktualnie (2020) dla Luksemburga zdefiniowano kody dla 12 kantonów. 
Pierwsza część oznaczenia to kod Luksemburga zgodnie z ISO 3166-1, natomiast druga część oznaczenia znajdująca się po myślniku to dwuliterowy kod jednostki administracyjnej. 

## Kody ISO
| Kod ISO | Nazwa jednostki administracyjnej | Nazwa jednostki administracyjnej w języku niemieckim | Nazwa jednostki administracyjnej w języku francuskim | Nazwa jednostki administracyjnej w języku luksemburskim | Rodzaj jednostki administracyjnej |
| ------- | -------------------------------- | ---------------------------------------------------- | ---------------------------------------------------- | ------------------------------------------------------- | --------------------------------- |
| LU-CA   | Capellen                         | Capellen                                             | Capellen                                             | Kapellen                                                | kanton                            |
| LU-CL   | Clervaux                         | Clerf                                                | Clervaux                                             | Klierf                                                  | kanton                            |
| LU-DI   | Diekirch                         | Diekirch                                             | Diekirch                                             | Diekrech                                                | kanton                            |
| LU-EC   | Echternach                       | Echternach                                           | Echternach                                           | Iechternach                                             | kanton                            |
| LU-ES   | Esch-sur-Alzette                 | Esch an der Alzette                                  | Esch-sur-Alzette                                     | Esch-Uelzecht                                           | kanton                            |
| LU-GR   | Grevenmacher                     | Grevenmacher                                         | Grevenmacher                                         | Gréivemaacher                                           | kanton                            |
| LU-LU   | Luksemburg                       | Luxembourg                                           | Luxembourg                                           | Lëtzebuerg                                              | kanton                            |
| LU-ME   | Mersch                           | Mersch                                               | Mersch                                               | Miersch                                                 | kanton                            |
| LU-RD   | Redange                          | Redingen                                             | Redange                                              | Réiden-Atert                                            | kanton                            |
| LU-RM   | Remich                           | Remich                                               | Remich                                               | Réimech                                                 | kanton                            |
| LU-VD   | Vianden                          | Vianden                                              | Vianden                                              | Veianen                                                 | kanton                            |
| LU-WI   | Wiltz                            | Wiltz                                                | Wiltz                                                | Wolz                                                    | kanton                            |